# 零點能量
零點能量（可簡稱零點能）在物理學中是量子力學所描述的物理系統會有的最低能量，此時系統所處的態稱為基態；所有量子力學系統都有零點能量。這個辭彙起源於量子諧振子處在基態時，量子數為零的考量。
在量子場論中，這個辭彙和真空能量是等義詞，指空無一物的空間仍有一定能量存在，對一些系統可以造成擾動，並且導致一些量子電動力學會出現的現象，例如蘭姆位移與卡西米爾效應；它的效應可在納米尺度的元件直接觀測得到。
在宇宙論中，真空能量被視為宇宙常數的來源，與造就宇宙加速膨脹的暗能量相關。
因為零點能量是一系統可能持有的最低能量，因此此項能量是無法自系統移除。儘管如此，零點能量的概念以及自真空汲取「免費能量」的可能性引起業餘發明者的注目，許多「永動機」或稱「免費能量裝置」等提案都運用這項概念來解釋，但由於從較低或相同的能量狀態之中汲取能量違反了熱力學第二定律並造成熵的降低，運用零點能量被科學界認為是不可能的。這項熱潮以及相伴的趣味理論詮釋促成了大眾文化中「零點能量」概念的成長，常出現在科幻書刊、遊戲、電影等處。

## 歷史
於1900年，馬克斯·普朗克導出單一「能量輻射子」（"energy radiator"）的平均能量式，能量輻射子即一個振動原子單元（vibrating atomic unit）：
{\displaystyle \epsilon ={\frac {h\nu }{e^{h\nu /kT}-1}}}
此處{\displaystyle h}為普朗克常數，{\displaystyle \nu }為頻率，k為波茲曼常數，以及T為溫度。
在1911年至1913年發表的一系列論文裏，普朗克提出他的"第二量子理論"；其中，他給出零點能量的點子，他還假設只有發射輻射是由離散的能量量子組成，而吸收輻射的能量具有連續性。從這些點子，他發現單一能量輻射子的平均能量為:sec 2:235ff
{\displaystyle \epsilon ={\frac {h\nu }{2}}+{\frac {h\nu }{e^{h\nu /kT}-1}}}
不久，零點能量的概念吸引了阿爾伯特·愛因斯坦與助手奧托·施特恩的注意力。他們想出一個方法來證實零點能量存在，這方法主要是計算氫分子氣體的比熱容，然後跟實驗數據做比較。可是，在認為他們已獲得成功並且發表研究結果之後，他們又撤回對於這研究結果的支持，因為他們發現普朗克第二量子理論可能不適用於他們的案例。:270ff
1916年，瓦爾特·能斯特提議，虛無一物的空間其實瀰漫著零點電磁輻射:sec 4。1925年，維爾納·海森堡在著名論文《運動與機械關係的量子理論重新詮釋》裏，用海森堡不確定性原理證實量子力學不能沒有零點能量。:162

## 基礎物理
在古典物理中，系統能量是種相對性的描述，必須按照與某個特定給定狀態（常稱為「參考態」）的相對關係來定義才有意義。通常的設定是將靜止系統定為零能量，不過這種作法是任意性的。
在量子物理中，將能量與系統的哈密頓算符期望值做連結是很自然的作法。幾乎所有量子力學系統，此算符的最低可能期望值通常不為零；此值即稱為零點能量。
最小能量不為零的起源可以透過海森堡不確定原理來直觀了解。此原理指出一量子粒子的位置與動量不可以同時被無限精確地得知。如果粒子被限制在無限深方形阱，則它的位置至少是部份清楚的——它必須在阱裡。因此可以推論：粒子在阱裡動量不能為零，否則不確定原理會被違反。又因為移動粒子的動能正比於速度平方，所以也不會是零。然而此例卻不能用到自由粒子上，自由粒子的動能值可以是零。

## 零點能量的各種形式
零點能量的概念出現在許多場合，而對這些場合做出區分是重要的，此外尚有許多與零點能量有密切關係的概念。
在普通量子力學中，零點能量是系統基態所具有的能量。這樣的例子中最有名的是量子諧振子基態所具有的能量{\displaystyle E={\hbar \omega  \over 2}}。更精準地說，零點能量是此系統由于动量算符与位置算符不对易所引起的测不准性而产生的期望值。 
在量子場論中，空間的織構（fabric）可以視作是由場所組成，而場在時間與空間中各點是個量子化的簡諧振子，並且有相鄰振子的交互作用。在這情況下，空間中各點都各有{\displaystyle E={\hbar \omega  \over 2}}的貢獻，導致技術上為無限大的零點能量。又一次，零點能量是哈密頓算符的期望值，但在這裡，「真空期望值」這個辭彙更常使用，而能量稱為真空能量。
在量子微擾理論，有時候會說：基本粒子傳遞子（propagator）的單圈（one-loop）與多圈費曼圖貢獻，是來自於真空漲落（vacuum fluctuation）或者說來自於零點能量對於粒子質量的貢獻。

## 實驗證據
要證明零點能量存在，量子場論中最簡單的實驗證據是卡西米爾效應（Casimir effect）。此效應是在1948年由荷蘭物理學家亨得里克·卡西米爾（Hendrik B. G. Casimir）所提出，其考慮了一對接地、電中性金屬板之間的量子化電磁場。可以在兩塊板子間量測到一個很小的力，這種力——稱之為卡西米爾力，可直接歸因於板子間電磁場的零點能量變化所造成。
卡西米爾效應一開始被視作不易偵測，因為它的效應只能在極小距離被看到，然而此效應的重要性在奈米科技的發展下逐日增加。不僅是特殊設計的奈米尺度裝置可輕易又精準地測量到卡西米爾效應，在微小裝置的設計以及製程中，此一效應的影響也逐漸需要被考慮進去，以其會對奈米裝置施加不小的力及應力，使得裝置被彎折、扭轉、相黏和斷裂。
其他的實驗證據包括有原子或核子的光（光子）自發放射（spontaneous emission）、原子能階的蘭姆位移（Lamb shift）、電子旋磁比（gyromagnetic ratio）的異常值（anomalous value）等等。

## 重力與宇宙學
在物理宇宙學中，零點能量對於臆測為正值的宇宙學常數提供了有意思的課題。簡單說，若此能量真的存在，則其應當會施以重力。在廣義相對論中，質量與能量等價；任何一者都會產生重力場。
這種關係聯結其中一個最明顯的困難是從航海家探測衛星測得真空的零點能量為10^-8爾格，但量子場論估出值為10^114爾格，大得荒謬。天真地說，它是無限大的。不過可以辯稱說：普朗克尺度下的新物理會讓它在那樣的尺度下有個截止點（cut-off）。即便如此，仍會有相當大的零點能量使得時空有明顯的彎曲，而與現實相矛盾。對於此情形，至今沒有簡單的解決辦法，而將「理論上似乎相當大的空間零點能量」，以及「觀測到宇宙常數為零或很小」這兩個情形作調和，是理論物理學中的重要問題之一，而這也變為對於萬有理論候選者評比的一項標準。

## 推進理論
另一個零點能量研究領域是在於如何用它來產生推進(propulsion)。美國太空總署（NASA）與英國航太公司（British Aerospace）兩個單位都有相關研究計畫，不過要做出可用的技術仍有相當遙遠的路要走。要在此領域中取得任何的成功，就必須能做到對量子真空製造出斥力效應（repulsive effect）；根據理論是可能的，而製造以及測量出這樣效應的實驗規劃在未來要進行。
Rueda、Haisch及Puthoff三人提出了一個加速中的質量體會與零點場交互作用，製造出一種電磁阻滯力（electromagnetic drag force），而產生了「慣性」此一現象；細節參見隨機電動力學。

## 「免費能量」裝置
卡西米爾效應使得零點能量成為一個沒有爭議、且科學界普遍接受的現象。然而「零點能量」一詞卻已經與一些具有爭議性的領域牽扯上關係：設計與發明出所謂的「免費能量」裝置（"free energy" devices），概念上與過去永動機（perpetual motion machines）有某種程度上的相似，在發展的成功度也相類似。在外國有許多業餘愛好者投入研究，宣稱有一定成果，甚至有專門討論免費能量的網路論壇。這些人自創了一個字用來形容這類裝置，叫做OVERUNITY，是指某個裝置的輸出能量大於輸入能量。有許多人宣稱成功研發這類裝置。事實上，零點能量是不能被利用的。

### 相關專利
- 美國專利（U.S. Patent）5590031[]—— System for converting electromagnetic radiation energy to electrical energy（將電磁輻射能量轉換為電力能量的系統）
- 美國專利（U.S. Patent）6362718 （页面存档备份，存于）── Motionless electromagnetic generator（不動式電磁發電機）

## 延伸閱讀
- Beiser, Arthur. . McGraw-Hill. 1967.
- Albert Einstein and L. Hopf. . Ann. Phys. 1910, 33: 1096–1104.
- Albert Einstein and L. Hopf. . Ann. Phys. 1910, 33: 1105–1115.
- Albert Einstein and Otto Stern,. . Ann. Phys. 1913, 40: 551.
- Forward, R.  (PDF). Phys. Rev. B. 1984, 30: 1700  [2007-07-25]. （原始内容存档 (PDF)于2021-02-25）.
- Forward, R. . Forward Unlimited. February 1996. PL-TR-96-3004.
- Bernard Haisch, Alfonso Rueda and York Dobyns.  (PDF). Annalen der Physik. 2001, 10: 393–414  [2007-07-25]. （原始内容存档 (PDF)于2021-03-01）.
- Loudon, R.  Third Edition. Oxford: Clarendon Press. September 2000. ISBN 978-0-19-850176-3.
- Milonni, Peter W. . New York: Academic. 1994. ISBN 978-0-12-498080-8.
- Nernst, W. . Verh. Deutsch Phys. Ges. 1916, 18: 83.
- Alfonso Rueda and Bernard Haisch.  (PDF). Annalen der Physik. 2005, 14: 479–498  [2007-07-25]. （原始内容存档 (PDF)于2021-04-23）.
- Sciama, D. W. Simon Saunders and Henry R. Brown, eds , 编. . Oxford: Clarendon Press. 1991. ISBN 978-0-19-824449-3.
- Wegerif, Boudewijn. . Indybay. February 11, 2002  [2007-04-03].[永久]